# Јован Веселинов
Јован Веселинов Жарко (Кумане, код Великог Бечкерека, 20. јануар 1906 — Београд, 8. фебруар 1982) био је комунистички револуционар, учесник Народноослободилачке борбе, друштвено-политички радник СФРЈ, СР Србије и САП Војводине, јунак социјалистичког рада и народни херој Југославије. Први је председник Народне скупштине АП Војводине, од 1945. до 1947. године. У периоду од 1953. до 1957. налазио се на месту председника Извршног већа, а од 1957. до 1963. обављао је функцију председника Народне скупштине Народне Републике Србије. У деветогодишњем интервалу од 1957. до 1966. био је секретар Централног комитета Савеза комуниста Србије.

## Биографија
Рођен је 20. јануара 1906. године у селу Куману, код Великог Бечкерека. Потиче из сиромашне земљорадничке породице. После завршетка основне школе, учио је браварски занат.
За време учења заната први пут се сусрео са радничким покретом. Многи његови суграђани, су за време Првог светског рата били мобилисани у Аустроугарску војску и послати на Источни фронт. Већина њих је се тамо предавала Русима, а њих десетак су били учесници Октобарске револуције. За време шегртовања, Јован Веселинов се дружио с некима од њих, а највише са Лазом Блажићем и браћом Рацком и Милутином Чолићем. Од њих је слушао о Лењину и првој земљи социјализма — Совјетском Савезу.
Године 1923, са свега 17 година, постао је члан, тада већ илегалне, Комунистичке партије Југославије (КПЈ). Пошто у родном месту и околини није успео да пронађе запослење, 1923. године отишао је у Смедерево, где се запослио у фабрици „Сартид“. У ово фабрици тада је постојала веома јака партијска организација, тако да је Јован активно учествовао у свим акцијама, које је она организовала, било преко свог синдиката или организације савеза радничке омладине. По партијском задатку, 1924. године, вратио се у родно место и учествовао као делегат на Обласној конференцији КПЈ у Великом Бечкереку. Наредне године, је отишао у Београд и запослио се као металски радник у штофари Владе Илића. Пошто су услови рада у овој фабрици били веома тешки, а синдикат забрањен, Јован је убрзо по свом доласку окупио групу радника и с њом започео борбу за боље услове рада.
Године 1926, одлуком Политбироа Централног комитета Комунистичке партије Југославије, упућен је на школовање у Совјетски Савез. Школовао се на Комунистичком универзитету националних мањина Запада (КУНМЗ) у Москви. Поред њега, у Москви се на школовању у то време налазило још младих комуниста из Југославије — Јосип Колумбо, Павле Маргановић, Риста Самарџић и др. Током боравка у Совјетском Савезу био је члан Свесавезне комунистичке партије (бољшевика) (СКП(б)). Као партијски радник је радио у совјетским предузећима и завршио специјални војни курс.
Године 1930. се вратио у Краљевину Југославију, у којој је тада била на снази Шестојануарска диктатура, и примио дужност секретара Покрајинског комитета КПЈ за Војводину. Крајем 1930. године учествовао је у Берлину, као представник југословенске омладине, Конференцији комунистичке омладине Средње Европе. Током боравка у Берлину сусрео се са Георги Димитровом, тада челником средњоевропске секције Коминтерне. Почетком 1931. године, учествовао је у Бечу на саветовању водећих југословенских комуниста.
Средином марта 1931. године послат је у Словенију на партијски рад, где је ухапшен 9. априла у Љубљани. Државни суд за заштиту државе осудио га је „због комунистичког деловања“ на 15 година робије, коју је издржавао у затворима у Лепоглави и Сремској Митровици.

### Народноослободилачка борба
Августа 1941. године, после окупације Краљевине Југославије, заједно са 32 робијаша-комуниста побегао је из сремскомитровачког затвора. После бекства из затвора, придружили су се партизанима на Фрушкој гори. Потом је један део бивших робијаша прешао у Србију и отишао у Врховни штаб, а Јован Веселинов је, заједно са Станком Пауновићем, Слободаном Бајићем и Јованом Трајковићем, по партијском задатку, остао у Срему и руководио оружаном борбом. Пошто Окружни комитет КПЈ за Срем није имао контакте са Покрајинским комитетом КПЈ за Војводину, који се налазио у Банату, устанак је у овом делу Војводине каснио. Јован је тада преузео дужност секретара Окружног комитета и почео да ради на активнијем учешћу народа у Народноослободилачки покрет (НОП).
Децембра 1941. године организовао је партијско саветовање у Пећинцима, које је представљало прекретницу у оружаном устанку у Срему. Као секретар Окружног комитета радио је на организовању партијских и скојевских организације, партијске и народноослободилачке штампе, партизанских одреда и других масових антифашистичких организација. Почетком 1942. године Окружни комитет КПЈ за Срем, је помоћу свог курира Бошка Палковљевића Пинкија, успео да успостави везу са Врховним штабом и Централним комитетом КПЈ, што је било веома значајно за даљи развој оружане борбе у Војводини.
Пошто су током 1941. и 1942. године погинули политички и организациони секретари Покрајинског комитета КПЈ за Војводину — Жарко Зрењанин и Тоза Марковић, као и чланови Бироа Покрајинског комитета — Соња Маринковић, Стеван Јовановић Стевица и Радивој Ћирпанов. Јован Веселинов је током читаве 1942. године, радио на обнови рада Покрајинског комитета и повезивању са партијским организацијама у Бачкој и Банату. Јануара 1943. године обновљен је Покрајински комитет КПЈ за Војводину, а Јован Веселинов је постао његов секретар. Био је члан Антифашистичког већа народног ослобођења Југославије (АВНОЈ) и делегат Војводине на његовом Другом заседању, 1943. у Јајцу, као и Трећем заседању, 1945. у Београду. Вршио је дужност председника Главног Народноослободилачког одбора Војводине и секретара Јединственог народног фронта Војводине.

### Послератни период
После ослобођења Југославије, Јован Веселинов је био министар аграрне реформе, затим министар индустрије и председник Планске комисије у Влади НР Србије. Први је председник Народне скупштине АП Војводине, од 1945. до 1947. године. У периоду од децембра 1953. до априла 1957. године био је председник Извршног већа Народне скупштине Народне Републике Србије. Од 1957. до 1963. године обављао је функцију председника Народне скупштине НР Србије. Од 1953. године био је члан Савезног извршног већа (СИВ), а од 1963. члан Савета федерације. Више пута је биран за републичког и савезног народног посланика, а у Савезној народној скупштини је обављао функцију председника Одбора за привредни план и финансије Савезног извршног већа и члана другог сазива Президијума Народне скупштине ФНР Југославије, од 1950. до 1953. године.
Био је председник Социјалистичког савеза радног народа Србије (ССРНС). На Петом конгресу КПЈ, 1948. године, изабран је у чланство Централног комитета КПЈ. Члан Централног комитета Комунистичке партије Србије, био је од Оснивачког конгреса 1945. године. Три године је био организациони секретар КП Србије, од 1945. до 1948. године. Од марта 1957. до новембра 1966. године био је секретар Централног комитета Савеза комуниста Србије, а од 1967. до 1969. члан Извршног комитета Централног комитета Савеза комуниста Југославије. Имао је чин резервног генерал-мајора Југословенске народне армије (ЈНА).
Објавио је две књиге — Сви смо ми једна партија и Из наше револуције. По мотивима његове књиге „Сви смо ми једна партија“ Телевизија Нови Сад је 1981. године снимила серију „База на Дунаву“.
Умро је 8. фебруара 1982. године у Београду. Сахрањен је у Алеји народних хероја и истакнутих револуционара на Градском гробљу у Новом Саду.
Носилац је Партизанске споменице 1941. и других југословенских одликовања, међу којима: Ордена југословенске велике звезде, Ордена јунака социјалистичког рада, Ордена народног ослобођења, Ордена југословенске заставе са лентом, Ордена Републике са златним венцем, Ордена заслуга за народ првог реда, Ордена братства и јединства првог реда и Ордена за храброст. Орденом народног хероја одликован је 5. јула 1952. године.

## Галерија
- Авдо Хумо, Веселинов и Едвард Кардељ
- Веселинов и Коста Нађ са Штабом 51. дивизије НОВЈ марта 1945.
- Веселинов и Милош Минић
- Гроб Јована Веселинова, Алеја народних хероја и истакнутих револуционара, Нови Сад
- Орден народног хероја
- Партизанска споменица 1941.